# Epitoxis procridia
Epitoxis procridia är en fjärilsart som beskrevs av George Francis Hampson 1898. Epitoxis procridia ingår i släktet Epitoxis och familjen björnspinnare. Inga underarter finns listade i Catalogue of Life.